# Violante Beatrice Siries
Violante Beatrice Siries (Florencia, 1709–Ibidem, 1783) fue una pintora italiana.

## Biografía

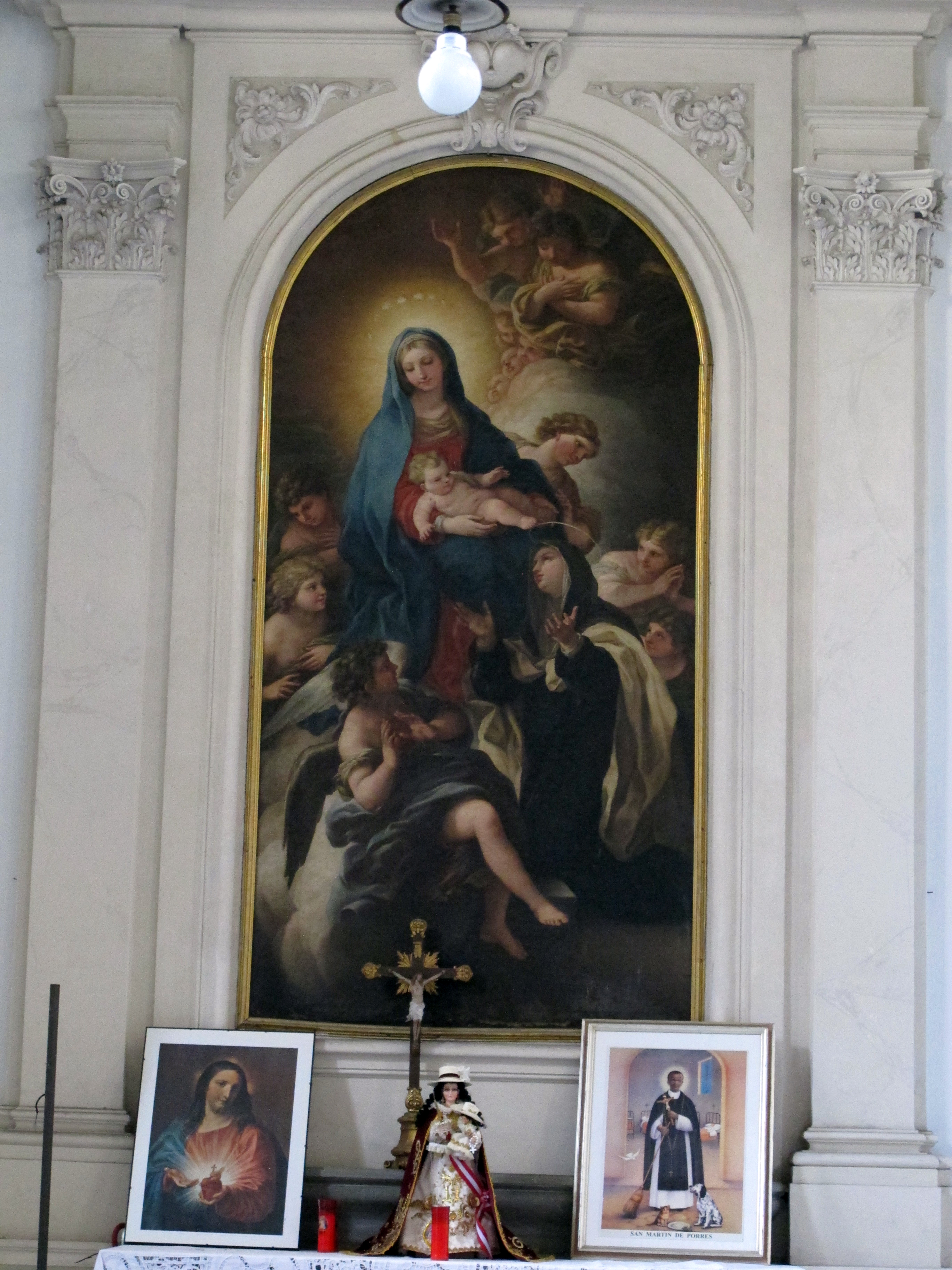
Violante Beatrice Siries, "La Virgen entrega el niño a Santa María Maddalena dei Pazzi". La obra está ubicada en la iglesia de Santa María Maddalena dei Pazzi en Florencia

Fue hija del orfebre francés y grabador de gemas Louis Siries, quien también fue director de lOpificio delle Pietre Dure. En Florencia, fue alumna de la pintora al pastel Giovanna Fratellini hasta 1726, año en que se mudó a París, donde su padre había sido nombrado joyero oficial en la corte francesa. En París, estudió con numerosos maestros, incluidos los pintores Hyacinthe Rigaud y François Boucher. La familia regresó a Florencia en 1732, donde fue inmediatamente aceptada en la Accademia delle arti del disegno. Al mismo tiempo sucedió a Giovanna Fratellini (fallecida en 1731) como retratista oficial en la corte de los Médici. Para llevar a cabo las instrucciones de los Medici, en 1734 fue a Roma y al año siguiente a Viena.
En esa época se casó con Giuseppe Cerroti, hijo de un escultor reconocido en Florencia. Siries también fue una maestra apreciada. Entre sus alumnos están la artista florentina Anna Piattoli Bacherini y la italiana-inglesa Maria Hadfield Cosway. Murió en 1783, a la edad de 74 años. 

## Trayectoria artística
Siries destacó sobre todo en la pintura al pastel y los retratos. Su obra más ambiciosa fue una pintura (ejecutada en 1735) que representa al grupo familiar del emperador Carlos VI de Habsburgo, padre de María Teresa de Austria. Tres de sus autorretratos se conservan en la Galería de los Uffizi. Uno de ellos, en la que la artista se retrató mientras pintaba el retrato de su padre, se exhibe en el Corredor Vasari. 
Una de sus pinturas al óleo, que representa a la Virgen con su hijo y Santa María Maddalena de Pazzi, se encuentra en la sacristía de la Iglesia de Santa María Maddalena dei Pazzi, parte de un complejo monumental en el centro de Florencia, ubicado en Borgo Pinti, en la esquina con Via della Colonna.